# Thal-Gäu
Thal-Gäu är ett amt (Amtei) i kantonen Solothurn i Schweiz. Amtet består av distrikten Thal och Gäu och har 31 200 invånare.
Amtets domstol och förvaltningskontor ligger i Balsthal.
Amtet fungerar som valkrets till Solothurns Kantonsparlament (Kantonsrat) med 13 mandat, fördelade enligt nedan vid valet 2017:
- Schweiz kristdemokratiska folkparti: 5
- FDP. Liberalerna: 4
- Schweiziska folkpartiet: 3
- Socialdemokraterna (Schweiz): 1

## Kommuner
Thal-Gäu består av 16 kommuner. Åtta av dessa ligger i Thal och åtta i Gäu.

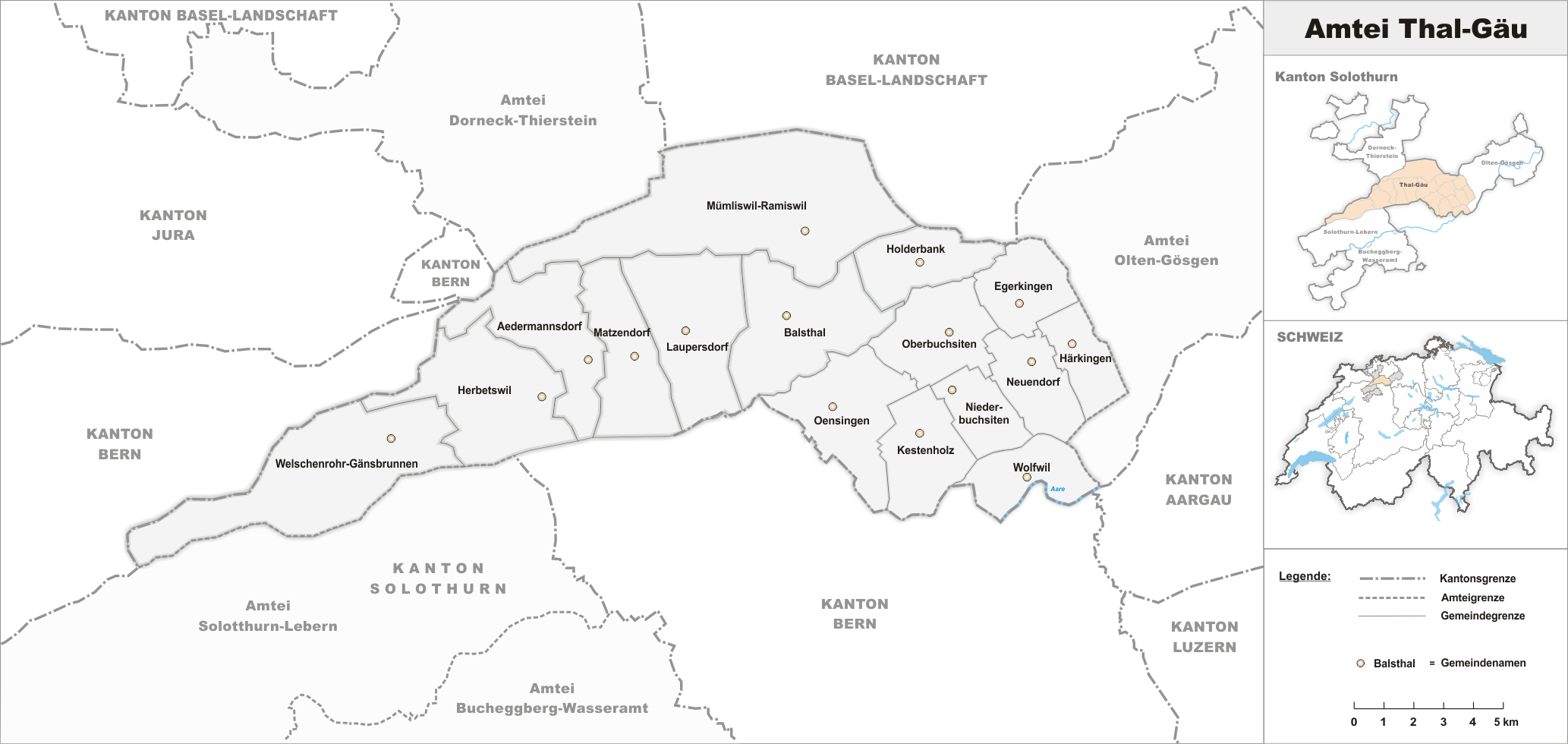
Kommunindelning i Thal-Gäu.